# 陶試紅
陶試紅（とうしこう）は、ピンクのセラミック顔料である。

## 概要
別名マンガンピンクといい、英語ではマンガニーズピンク (manganese pink) と呼ばれる。Colour Index Generic NameはPigment Red 231である。第二次世界大戦前、陶磁器試験所（現：産業技術総合研究所）が開発したことからこの名が付いた。
酸化アルミニウムにマンガンが固溶したもので、水酸化アルミニウムにリン酸水素マンガンを加え、1200℃～1300℃で焼成し、塩酸で洗い、固溶していないマンガン化合物を除去して製品とする。
素地用の顔料であり、タイル・衛生陶磁に使われる。